# Momentum for Change
Momentum for Change ist eine Initiative des UN-Klimaschutzsekretariats, die sich mit den weltweit stattfindenden Aktivitäten befasst, die eine kohlenstofffreie und resiliente Zukunft des Planeten vorantreiben. Dabei zeichnet die Initiative mit den jährlich verliehenen Momentum for Change Awards (auch UN Climate Solutions Awards oder UN Climate Action Awards genannt) innovative und transformative Lösungen aus, die sowohl den Klimawandel als auch die weiteren wirtschaftlichen, sozialen und ökologischen Herausforderungen angehen, sogenannte „Leuchtturmaktivitäten“.

## Preisträger der Momentum for Change Awards (Auswahl)

### 2018
- Aguas Andinas, Santiago Biofactory
- Bank of America Merrill Lynch, Catalytic Finance Initiative
- British Columbia, Carbon Neutral Government Program
- Forest Green Rovers, „grünster“ Fußballverein der Welt
- Institut für Zukunftsstudien und Technologiebewertung (Klima- und energieeffiziente Küche in Schulen) und ProVeg International (Aktion Pflanzen-Power), klimafreundliche Schulküchen
- Monash University, Bestreben zur Dekabonisierung bis 2030
- Yalla Let’s Bike, Initiative in Syrien gegen Beleidigung weiblicher Fahrradfahrerinnen